# مجزرة قافلة المساعدات الإنسانية في رفح 2025
هجمات قافلة المساعدات الإنسانية في رفح 2025 هاجمت قوات الاحتلال الإسرائيلية في 23 مارس 2025 عدة مركبات إنسانية، بما في ذلك خمس سيارات إسعاف وشاحنة إطفاء ومركبة تابعة للأمم المتحدة، في منطقة الحشاشين جنوب رفح بقطاع غزة. وأسفر الهجوم عن مقتل 15 عامل إغاثة على الأقل، من بينهم ثمانية أعضاء من جمعية الصليب الأحمر الفلسطيني، وخمسة من الدفاع المدني، وموظف واحد في وكالة تابعة للأمم المتحدة. لم يتم انتشال معظم الجثث المفقودة من مقبرة جماعية في رفح إلا في 30 مارس/آذار، على الرغم من أن أحد ضباط الإسعاف لا يزال في عداد المفقودين. أدان الاتحاد الدولي لجمعيات الصليب الأحمر والهلال الأحمر هذه الهجمات، مؤكدًا أنها كانت "الأكثر فتكًا" بعماله منذ ما يقرب من عقد من الزمان.

## خلفية الحدث
في 18 مارس 2025، شنت إسرائيل هجومًا مفاجئًا على قطاع غزة، مما أدى فعليًا إلى إنهاء وقف إطلاق النار في حرب غزة عام 2025 واستئناف حرب غزة. أدى الهجوم الصاروخي والمدفعي الإسرائيلي إلى مقتل أكثر من 400 فلسطيني، من بينهم 263 امرأة وطفل، مما يجعله أحد أكثر الهجمات دموية في حرب غزة.

## الهجمات
في 23 مارس/آذار 2025، أطلق جيش الاحتلال الإسرائيلي النار على خمس سيارات إسعاف وشاحنة إطفاء "واحدة تلو الأخرى"، والتي قال إنها كانت "تتقدم بشكل مثير للريبة" دون مصابيح أمامية أو إشارات طوارئ. كما زعمت أن المركبات كانت تستخدم كغطاء من قبل حركتي حماس والجهاد الإسلامي الفلسطيني. زعمت أن من بين القتلى أحد عناصر حماس و"ثمانية آخرين"، دون تقديم أي دليل. "تم سحق المركبات الإنسانية وإلقاؤها وتغطيتها بالرمال"، بينما ظل عمال الإغاثة، الذين كانوا يرتدون الزي الرسمي، في عداد المفقودين في مقبرة جماعية لمدة ثمانية أيام. كانت سيارات الإسعاف قد توجهت في البداية إلى منطقة الحشاشين استجابة لإصابات نجمت عن الهجمات الإسرائيلية على المنطقة، قبل أن تحاصرها قوات الاحتلال وتفقد الاتصال بسيارات الإسعاف. قد قُتل وجُرح رجال الإسعاف الذين ذهبوا للبحث عنهم.
يتناقض تسجيل فيديو تم اكتشافه على هاتف محمول لأحد المسعفين مع رواية إسرائيل للحادث، حيث يظهر سيارات الإسعاف وشاحنة الإطفاء عليها علامات واضحة بأضواء الطوارئ بينما كانت القوات الإسرائيلية تطلق عليهم وابلًا من النيران، مما أسفر عن مقتل جميع المسعفين. كما طعن شاهدٌ نجا من الهجوم الإسرائيلي في الرواية الإسرائيلية بأن المركبات لم تكن مزودةً بمصابيح أمامية، قائلاً: "كل شيء يُشير إلى أنها سيارة إسعاف تابعة للهلال الأحمر الفلسطيني. كانت جميع الأضواء مضاءة حتى تعرضت السيارة لإطلاق نار مباشر"، وأضاف أن ادعاء إسرائيل بأن حماس استخدمت سيارات الإسعاف "غير صحيح بتاتًا" وأن "جميع طواقمها مدنيون".
بعد فيديو "نيويورك تايمز"، تراجع الجيش الإسرائيلي جزئيًا عن سرديته، كما حمل المسؤولية للجنود الذين قدموا معلومات كاذبة، وفي 23 نيسان/أبريل، نشرت صحيفة "هآرتس" الإسرائيلية، تقريرًا مفصلًا يكشف معطيات جديدة عن الهجوم، الذي نفذ من جنود من لواء غولاني. وأوضحت الصحيفة أن الجيش الإسرائيلي لم يفصح عن جميع المعلومات التي توصل إليها في سياق التحقيق الذي أجراه بعد الحادثة، في وقتٍ وُجهت فيه انتقادات دولية حادة لهذه الجريمة.
كما أشارت الصحيفة إلى أن الوثائق والمواد التي تم جمعها بعد المجزرة، تفيد بأن القوة العسكرية التابعة للواء غولاني أطلقت الرصاص على الضحايا، الذين كانوا يحاولون التعريف بأنفسهم، في وقتٍ أفرغ فيه الجنود عدة أمشاط من الذخيرة في أثناء تنفيذ الهجوم، ما يعكس كثافة النيران التي استخدمت ضدهم.
أوضحت الصحفية: "قبل بدء إطلاق النار، تلقت القوة العسكرية بلاغًا يشير إلى وجود حركة مكثفة لسيارات الإسعاف في المنطقة، وهي المركبات التي كانت تسير في مسار معروف لا يتطلب تنسيقًا مسبقًا مع الجيش". وأضاف:"رغم هذا التحذير، اتخذ نائب قائد الكتيبة الذي كان يقود القوة قرارًا بتجاوز المهمة التي كُلف بها أصلًا، وتصرف من تلقاء نفسه".
بيّن التقرير أن هوية ركاب سيارة الإسعاف الأولى، التي تم استهدافها بزعم أنها كانت تقل عناصر من حركة حماس، تم تحديدها بناءً على استجواب ميداني أجراه جندي لا يجيد اللغة العربية، ما يثير شكوكًا كبيرة حول دقة المعلومات الاستخبارية التي استندت إليها العملية.
قال التقرير: "رغم أن القوة كانت على علم مسبق بوجود سيارات إسعاف تتحرك في المنطقة، فقد فتحت النار عليها لمدة ثلاث دقائق ونصف متواصلة، وبعض الرصاصات أُطلقت من مسافة صفر تقريبًا، ما يعني أن الجنود كانوا قريبين جدًا من مركبات الإسعاف، ولم يكن هناك اشتباه بصري يستدعي استخدام هذا المستوى من القوة".

## الخسائر
حدد الاتحاد الدولي لجمعيات الصليب الأحمر والهلال الأحمر هوية العاملين المفقودين لديه وهم ضباط الإسعاف مصطفى خفاجا، وصالح معمر، وعز الدين شعث، ومتطوعو الاستجابة الأولية محمد بهلول، ومحمد الحيلة، وأشرف أبو لبدة، ورائد الشريف، ورفعت رضوان، وأضاف أن ضابط الإسعاف أسعد النصاصرة لا يزال مفقودًا. بحسب الأمم المتحدة، فقد تم دفن المسعفين الفلسطينيين القتلى على يد القوات الإسرائيلية.

## عملية الإنقاذ
في الفترة من 23 إلى 30 مارس، جرت "عملية إنقاذ معقدة استمرت أسبوعاً" شملت استخدام الجرافات والآلات الثقيلة للبحث عن الجثث المدفونة تحت الرمال والحطام، بينما استخدم المستجيبون للطوارئ المجارف للحفر عبر التراب. تعقدت عملية الإنقاذ بسبب رفض جيش الاحتلال الإسرائيلي التعاون مع الهلال الأحمر ومكتب تنسيق الشؤون الإنسانية والأمم المتحدة، ومنعهم من الدخول. في 27 مارس، تم العثور على جثة أحد العاملين في الدفاع المدني، كما تم العثور على أربعة عشر آخرين في 30 مارس. لا يزال أحد الأطباء التابعين لجمعية الهلال الأحمر الفلسطيني في عداد المفقودين.
كما لم تتطابق أي من الأسماء التي تم الإبلاغ عن انتشالها من المقبرة الجماعية مع الأسماء الذين زعم الجيش الإسرائيلي أنه قض عليهم، كما كانت إحدى الجثث التي تم انتشالها مقيدة اليدين.

## ردود الفعل الدولية
- الولايات المتحدة: قالت الولايات المتحدة إنها تتوقع من "جميع الأطراف على الأرض" في غزة الالتزام بالقانون الإنساني الدولي، مع أنها رفضت تأكيد ما إذا كانت تُجري تقييمها الخاص للحادث. كما زعمت المتحدثة باسم وزارة الخارجية الأمريكية، تامي بروس، أن "كل ما يحدث في غزة يحدث بسبب حماس.[10]

- إسرائيل: زعم جيش الاحتلال الإسرائيلي أن قواته أطلقت النار على المركبات الإنسانية أثناء "تقدمها بشكل مثير للريبة"، وأضاف أنه "تم تحديد أن القوات قضت على أحد عناصر حماس العسكريين، محمد أمين إبراهيم الشوبكي، إلى جانب ثمانية آخرين من حماس والجهاد الإسلامي في فلسطين".[4]
- الاتحاد الدولي لجمعيات الصليب الأحمر والهلال الأحمر: أدان الاتحاد الدولي الهجمات، واصفًا إياها بأنها "الأكثر فتكًا" بعماله منذ ما يقرب من عقد من الزمان. كما ذكر في بيان صدر في 30 مارس/آذار أنه تم انتشال جثث عماله الثمانية "بعد سبعة أيام من الصمت ومنع الوصول إلى منطقة رفح التي شوهدوا فيها آخر مرة".[4]
- جمعية الهلال الأحمر الفلسطيني: وصفت جمعية الهلال الأحمر الفلسطيني استهداف موظفيها بجريمة حرب، وقالت: "إن هذه المجزرة التي راح ضحيتها فريقنا مأساة ليس فقط لنا في جمعية الهلال الأحمر الفلسطيني، بل للعمل الإنساني والإنسانية جمعاء". كما نددت بإسرائيل لقتلها عمال الإغاثة "بدم بارد".[5]

- مكتب الأمم المتحدة لتنسيق الشؤون الإنسانية: خلال عمليات الإنقاذ، صرّح رئيس مكتب تنسيق الشؤون الإنسانية في الأراضي الفلسطينية المحتلة، جوناثان ويتال، بأنه "لا ينبغي استهداف العاملين في مجال الصحة. مع ذلك، فنحن هنا اليوم، نحفر مقبرة جماعية لرجال الإنقاذ والمسعفين".[5]
- وكالة الأمم المتحدة لإغاثة وتشغيل اللاجئين الفلسطينيين في الشرق الأدنى: قال رئيس الأونروا، فيليب لازاريني، إن موظف الأمم المتحدة الذي قُتل كان أحد موظفيها وأن الدفن الجماعي للجثث في "مقابر ضحلة" يشكل "انتهاكًا عميقًا للكرامة الإنسانية".[4]
- منظمة العفو الدولية: قال المتحدث باسم الأراضي الفلسطينية المحتلة، محمد دوار، "على الرغم من وضعهم المحمي بموجب اتفاقيات جنيف والقانون الإنساني الدولي، تواصل القوات الإسرائيلية استهداف العاملين في مجال الرعاية الصحية... وتستمر سيارات الإسعاف والمستشفيات في التعرض لإطلاق النار والتدمير".[8]